# Sputnik-Inseln
Die Sputnik-Inseln (russisch Острова Спутники Ostrowa Sputniki) sind zwei vereiste und deutlich unterschiedlich große Inseln vor der Pennell-Küste des ostantarktischen Viktorialands. Sie liegen zwischen Kap Cheetham und Kap Williams in der Einfahrt zur Ob’ Bay. Die größere nordöstliche Insel misst 30,3 km², die kleinere südwestliche 1,3 km². Die größere Insel erreicht eine Höhe von 330 m.
Erste Luftaufnahmen entstanden bei der US-amerikanischen Operation Highjump (1946–1947). Wissenschaftler einer sowjetischen Antarktisexpedition nahmen 1958 Vermessungen und die Benennung vor. Namensgebend ist der erste künstliche Erdsatellit Sputnik 1.